# Мащабируемост
В електрониката (вкл. хардуер, комуникации и софтуер) мащабируемост (на английски: scalability) e способността на система, мрежа или процес да поддържа увеличаващ се обем на работа по начин, който има добра годност, или също това е способността да се увеличава, за да се даде място за такъв растеж Например това може да се отнася до способността на система да увеличава общото производство при повишаване на използваните ресурси, обикновено хардуер, когато такива са добавяни. Подобно значение е влагано в думата, когато тя е използвана в областта на търговията, където мащабируемост на една компания влага значението на основополагащия за нея бизнес модел, който трябва да осигурява потенциал за икономически растеж на компанията.